# Uden
Uden ( udtale ?) er en kommune og en by i den sydlige provins Noord-Brabant i Nederlandene. 

## Galleri
- Mellem 1938-1980: Udens Rådhus 
siden 1980: restaurant 't Raadhuis
- Bedafse Bergen; et naturområde indenfor Uden Kommunes grænse